# Военное Поле (остановочный пункт)
Вое́нное По́ле — бывший остановочный пункт Московской Окружной железной дороги. Располагался на 44-м километре между станциями Пресня и Серебряный Бор. Получил название по находившемуся рядом Военному полю. Ни одно из сооружений остановочного пункта не сохранилось. В настоящее время примерно на его месте располагается платформа Зорге МЦК.

## История
Военное Поле было одним из двух изначально задуманных остановочных пунктов Московской Окружной железной дороги. Своё название он получил по прилегающему Военному полю — артиллерийскому полигону на Ходынском поле, где в XIX — начале XX века располагались военные лагеря. Предположительно, полустанок предназначался для обслуживания этих лагерей.
К остановочному пункту относилось как минимум 3 постройки: пассажирское здание (вокзал), жилой дом 6-го типа и отхожее место с ламповой. Часть помещений пассажирского здания отводилось для устройства централизации, предназначение которого неизвестно. Предположительно, оно должно было обслуживать подъездные пути, которые планировалось построить от Военного Поля. Однако эти планы так и не были реализованы.
Остановочный пункт встречался на картах до 1950-х годов. Примерно в то же время были ликвидированы и военные лагеря, а на их месте развернулось многоэтажное жилищное строительство. Здание вокзала остановочного пункта долгое время было заброшено. По воспоминаниям старожилов, пассажирское здание было снесено в середине 1980-х годов. Жилой дом просуществовал, по разным данным, до конца 1980-х, либо до начала 2000-х. В 2016 году в 150 метрах от полустанка Военное Поле была построена платформа Зорге. Военное Поле является единственным остановочным пунктом Московской Окружной железной дороги, от которого не сохранилось ни одной оригинальной постройки.

## Постройки

### Пассажирское здание
Пассажирское здание полустанка было построено по индивидуальному проекту архитектора А. Н. Померанцева. Оно представляло собой сложное в плане сооружение с переменной этажностью и богатым декором, напоминавшее терем. На сторону проезда выходило крыльцо с шатровой кровлей и шпилем. За крыльцом находились сени, куда выходило окно кассы. Сени сообщались с залом ожидания для пассажиров I и II классов и с залом для пассажиров III класса. Зал I и II классов находился в основном объёме пассажирского здания, в северо-западной его части. Его окна, выходившие к железнодорожным путям, декорировались наличниками в виде кокошников и пилястрами. Зал I и II классов сообщался с дамской и мужской комнатами. Зал III класса находился в отдельном объёме со стороны проезда, три его окна имели такое же оформление, как и у зала I и II классов. Между залами ожидания находилась широкая лестница, ведущая на второй этаж. В юго-западной части здания со стороны путей располагался подъёмник для багажа, доставлявший грузы на второй этаж, сообщавшийся мостиком с перроном. У подъёмника находилась служебная лестница. В помещениях второго этажа располагались контора начальника станции, телеграф и верхняя часть подъёмника. Башенка с высокой кровлей в юго-западной части здания отводилась для поста централизации: на втором этаже должны были размещаться компенсаторы, а на третьем — аппараты централизованного управления стрелками и сигналами. Подвал здания отводился под технические помещения. Там размещались нефтяной двигатель для подъёмника и оборудование пневматического водоснабжения системы Гантке.
- Фасад со стороны путей (западный)
- Фасад со стороны подъезда (восточный)
- Вид с юга
- В разрезе
- Поэтажные планы

### Жилой дом
Жилой дом, располагавшийся неподалёку, относился к типу № 6 и предназначался для проживания сотрудников полустанка. На первом этаже размещалась квартира начальника станции и его 1-го помощника. Квартира начальника располагалась в несколько выступающем объёме и имела отдельный вход со стороны путей. На эту же сторону выходило и широкое окно квартиры. Над входом в квартиру начальника нависал эркер второго этажа, имевший отдельную кровлю. Справа от квартиры начальника была квартира его 1-го помощника, попасть в неё можно было через вход с задней стороны здания и общий коридор. На первом этаже также размещались комнаты дворника, сторожа и уборная. На второй этаж вела общая лестница. Там, прямо над квартирой начальника станции, располагалась квартира его 2-го помощника. На втором этаже также размещались комнаты старшего телеграфиста, младшего телеграфиста, сигналиста и жандарма. Верхнюю часть второго этажа занимал отштукатуренный карниз. Над квартирой 2-го помощника со стороны путей возвышался отштукатуренный фронтон с двумя небольшими слуховыми окнами. Цоколь здания также был покрыт штукатуркой. Остальная поверхность стен была облицована декоративным кирпичом. Над кровлей дома возвышалось множество печных труб с фигурными металлическими завершениями.
- Жилой дом при станции Военное поле
- Главный фасад
- Задний фасад
- Планы этажей и разрез